# بخش بلبان‌آباد
بخش بلبان‌آباد یکی از بخش‌های شهرستان دهگلان و سومین بخش بزرگ استان کردستان است.

## جمعیت
براساس سرشماری مرکز آمار ایران در سال ۱۳۹۰، جمعیت بخش بلبان‌آباد ۱۹۵۷۴ نفر بوده‌است.

## تقسیمات کشوری
بخش بلبان‌آباد از دو دهستان تشکیل شده‌است:
- دهستان ئیلاق جنوبی
- دهستان سیس